# مقاطعة بيسك
مقاطعة بيسك (بالتشيكية: Okres Písek)‏ هي مقاطعة (أوكريس) في إقليم جنوب بوهيميا في جمهورية التشيك.
عاصمة هذه المقاطعة هي مدينة بيسك.

## اقرأ أيضاً
- مقاطعات جمهورية التشيك